# Tattershall
Tattershall – wieś w Anglii, w hrabstwie Lincolnshire, w dystrykcie East Lindsey. Leży 28 km na południowy wschód od Lincoln i 178 km na północ od Londynu.
Liczba mieszkańców: 2049 (według wyników spisu z 2001).
W miejscowości znajduje się zamek zbudowany w 1434 przez Ralpha de Cromwella.